# Romain Bouteille
Pour les articles homonymes, voir Bouteille (homonymie).
Romain Bouteille est un auteur de théâtre, acteur, humoriste et chanteur français né le 24 mars 1937 à Paris et mort le 31 mai 2021 à Corbeil-Essonnes,. Il est l’un des précurseurs et pionniers du café-théâtre et l'auteur d'une trentaine de pièces de théâtre d'inspiration libertaire. Fondateur du Café de la gare à Paris, Romain Bouteille a permis à de nombreux artistes, comédiens et acteurs d'émerger dans le métier du spectacle.

## Biographie
Romain Bouteille pratique le scoutisme comme éclaireur de France dans sa jeunesse; son père Fernand Bouteille étant lui-même très engagé dans le scoutisme et la communication auprès des jeunes.
En 1966, Bouteille fait son premier one-man-show au Théâtre de la Vieille-Grille, après avoir croisé Jacques Higelin, Brigitte Fontaine, Rufus, Bernard Haller et beaucoup d'autres jeunes comédiens.
En 1968, Romain Bouteille rencontre Coluche. Ils « fondent » ensemble, avec Henri Guybet, Patrick Dewaere et Miou-Miou, la troupe du Café de la Gare. Mais, dans une interview au Monde en 1999, à la question des fondateurs, il répond : « C’est une façon de parler : l’intérêt et la force du Café de la Gare, c’est l’absence de fondateur. Un fondateur choisit ceux qui vont travailler avec lui ; il apporte une discipline précise. Coluche et moi, on n’a pas choisi. […] Je préfère penser que le Café de la Gare est une sorte d’accident. »
Marié en 1988 à la comédienne Saïda Churchill, Romain Bouteille s'éloigne du Café de la Gare au début des années 1990. Après avoir passé trois ans à Marseille où naît leur fils Shams, en 1997, ils s'installent à Étampes. En décembre 2014, ils y créent un théâtre de cinquante places, une sorte de cabaret « rive gauche » baptisé Les Grands Solistes. Une cinquantaine d'artistes, dont François Rollin, Albert Meslay, Clair Jaz, Didier Porte, Marc Gélas, Fred Saurel, Paul Adam, Vincent Roca, Christophe Guybet, mais aussi, dans un autre registre, Jean Vocat, Frédéric Hulné, Prune Lichtlé, s'y sont déjà produits.
Il meurt le 31 mai 2021 à l'âge de 84 ans d'insuffisance respiratoire à l'hôpital de Corbeil-Essonnes. Ses obsèques ont lieu le 8 juin à la collégiale de Notre-Dame-du-Fort d'Étampes (Essonne), suivies de l'inhumation au cimetière Saint-Pierre de la même ville.

## Vie privée
Depuis la création du  Café de la gare, la comédienne-réalisatrice Sotha est la compagne de Romain Bouteille; en mai 1968, certains membres du Café de la gare s'impliquent dans le mouvement social et lors de ces manifestations, Patrick Dewaere rencontre Sotha et ils nouent ensemble une relation passionnée puis se marient, le 26 juillet 1968,,. En 1988, Romain Bouteille épouse la comédienne Saïda Churchill.

### Citations
Concernant ses motivations, Romain Bouteille déclare en 2005 : 

« Ma vocation artistique s’est dessinée vers 1955 sous l’angle : trouver un job qui permette de se lever à n’importe quelle heure et ne suppose ni diplôme, ni réel travail, ni obéissance »

Coluche a dit à son propos : 

« Ce qu'il ne m'a pas appris, je le lui ai piqué »

## Filmographie

### Cinéma

#### Longs métrages
- 1963 : Le Feu follet de Louis Malle : François Minville
- 1965 : Paris-secret, documentaire d'Édouard Logereau
- 1966 : Monsieur le président-directeur général de Jean Girault : Modeste Vigoureux
- 1967 : Le Treizième Caprice de Roger Boussinot : le garçon de café
- 1967 : Johnny Banco de Yves Allégret : l'Éveillé
- 1970 : Le Distrait de Pierre Richard : Corbel
- 1970 : Le Cri du cormoran le soir au-dessus des jonques de Michel Audiard : le brigadier-chef
- 1970 : Nous n'irons plus au bois de Georges Dumoulin
- 1970 : La Promesse de l'aube (Promise at Dawn) de Jules Dassin : le réalisateur de film
- 1970 : Rendez-vous à Badenberg de Jean-Michel Meurice (série télévisée)
- 1970 : Peau d'âne de Jacques Demy : le charlatan
- 1971 : Les Petites Filles modèles de Jean-Claude Roy : Courpied
- 1973 : L'École sauvage de Costa Natsis et Adam Pianko
- 1973 : L'An 01 de Jacques Doillon, Gébé, Alain Resnais : le collectionneur de billets de banque
- 1973 : Themroc de Claude Faraldo : un ouvrier / le patron hargneux / le voisin / le flic
- 1974 : Ursule et Grelu de Serge Korber
- 1974 : Un nuage entre les dents de Marco Pico : le barman
- 1975 : Au long de rivière Fango de Sotha : Nathaniel
- 1975 : Section spéciale de Costa-Gavras : le sergent Hans Gerecht, le tankiste allemand dans le métro
- 1975 : Vous ne l'emporterez pas au paradis de François Dupont-Midy : Roger, le veilleur de nuit
- 1975 : Les Galettes de Pont-Aven de Joël Séria : le curé
- 1976 : Le Locataire de Roman Polanski : Simon
- 1976 : Andréa de Henri Glaeser
- 1976 : Le Graphique de Boscop de Georges Dumoulin et Sotha : Roger Dendron
- 1977 : Solveig et le violon turc de Jean-Jacques Grand-Jouan
- 1978 : Si vous n'aimez pas ça, n'en dégoûtez pas les autres de Raymond Lewin
- 1978 : Chaussette surprise de Jean-François Davy : Romain
- 1980 : L'Avenir de Jéremy : Roman, dit « La ruine »
- 1981 : Les matous sont romantiques de Sotha : l'infirme
- 1981 : Les Rats de cave de Jean-Claude Morin
- 1982 : Qu'est-ce qu'on attend pour être heureux ! de Coline Serreau : Joachim
- 1985 : Elsa, Elsa de Didier Haudepin : Nénesse, le machino
- 1985 : Bâton rouge de Rachid Bouchareb : Monsieur Temporaire
- 1988 : Sans peur et sans reproche de Gérard Jugnot : François de Paule
- 1989 : Les cigognes n'en font qu'à leur tête de Didier Kaminka : un psychologue de la DDASS
- 1990 : Promotion canapé de Didier Kaminka : l'homme du Printemps
- 2015 : L'Odeur de la mandarine de Gilles Legrand : le notaire
- 2016 : Vendeur de Sylvain Desclous : l'ami du père de Serge

#### Courts métrages
- 1964 : Et Zeus se gratta la cuisse de Georges Dumoulin
- 1967 : Le Naufrage de Robinet de Jean Dasque
- 1967 : Il arriva de la mer de Sotha
- 1971 : La Vie sentimentale de Georges le tueur de Daniel Berger
- 1974 : Gliscom Butrew de membres du Café de la Gare
- 1985 : La Race irritable des poètes de Philippe Rony
- 2017 : Panique au Sénat d'Antonin Peretjatko

### Télévision
- 1962 : La Belle Équipe d'Ange Casta (Série TV)
- 1963 : Les Raisins verts de Jean-Christophe Averty (série télévisée)
- 1966 : Cécilia, médecin de campagne : Antoine Chopin
- 1969 : Les Vésicules de la fortune de Maurice Dugowson (scénario et dialogues de Romain Bouteille)
- 1970 : Rendez-vous à Badenberg, de Jean-Michel Meurice :
- 1970 : Les Saintes chéries de Jean Becker, épisode : Ève et son premier client
- 1971 : Les Saintes chéries de Jean Becker, épisode Ève débute
- 1971 : Les Saintes chéries de Jean Becker et Nicole de Buron, épisode Ève réussit
- 1981 : T'es grand et puis t'oublies : le directeur
- 1995 : Julie Lescaut d'Alain Bonnot : Villeroy

### Doublage
- 1996 : Le Chien qui avait soif de Philippe Rony
- 2003 : La Prophétie des grenouilles de Jacques-Rémy Girerd : Le loup (voix)
- 2008 : Mia et le Migou de Jacques-Rémy Girerd : Baklava (voix)
- 2018 : Du Kamtchatka, lettres à Olga de Michel Zalio : narration

## Discographie
- 1977 : Les Grands Tubes de la peinture, 12 sketchs de Michel Rivgauche, production Jacques Canetti
- 1999 : Joyeux Anniversaire

## Théâtre

### Pièces de théâtre et one-man-show
- 1962 : La Maison d'os de Roland Dubillard, mise en scène Arlette Reinerg, Théâtre de Lutèce
- 1964 : L'Échappée belle de Romain Bouteille et Henri Garcin, théâtre La Bruyère, avec Henri Garcin et Monique Tarbès
- 1965 : La Limande bout de Romain Bouteille
- 1971 : Le Soir des diplomates de Romain Bouteille, mise en scène de l'auteur, Théâtre de Poche Montparnasse
- 1971 : Robin des quoi ? de Romain Bouteille (Café de la Gare)
- 1973 : La Manœuvre dilatoire de Romain Bouteille (Café de la Gare)
- 1974 : Les Semelles de la nuit de Romain Bouteille (Café de la Gare)
- 1977 : Une pitoyable mascarade de Romain Bouteille (Café de la Gare)
- 1978 : La plus gentille de Romain Bouteille (duo avec Marie-Christine Descouard, Théâtre de l'Atelier)
- 1979 : La Dame au slip rouge de Romain Bouteille (Café de la Gare)
- 1980 : Je m’appelle Harry Dave (one-man-show au Théâtre Gramont)
- 1981 : Le Grand Vide sanitaire de Romain Bouteille (Café de la Gare)
- 1982 : Tragédies au Radar de Romain Bouteille (essais)
- 1983 : Impasse des morts de Romain Bouteille (Café de la Gare)
- 1984 : L’Esprit qui mord de Romain Bouteille (one-man-show)
- 1985 : Le Chant d'épandage de Romain Bouteille (Café de la Gare)
- 1986 : La Conscience nationale des faisans d’élevage de Romain Bouteille (Café de la Gare)
- 1987 : Les Filles du sale Grec de Romain Bouteille (Café de la Gare)
- 1988 : On achète bien les veaux de Romain Bouteille
- 1989 : Les Femmes des gens de Romain Bouteille (Café de la Gare)
- 1991 : Les Couloirs de la honte de Romain Bouteille (Café de la Gare)
- 1992 : Coupeurs de virages de Romain Bouteille (avec Saïda Churchill, Café de la Gare)
- 1995 : Votre Honneur de Romain Bouteille (Café de la Gare)
- 1997 : Le Préféré (Romain Bouteille seul)
- 1999 : Le Rire du Yeoman (Romain Bouteille seul)
- 2002 : Misère intellectuelle (Romain Bouteille seul)
- 2003 : Tout est bien qui finit bien de William Shakespeare, mise en scène Pierre Beffeyte
- 2005 : Les Oreilles du chef (Romain Bouteille seul)
- 2005 : Lancelot du Lac de Pierre Beffeyte
- 2006 : Les Droits des hommes courbes (Romain Bouteille seul)
- 2008 : Ode à un public malveillant (mise en scène par Saïda Churchill)
- 2008 : Vacances au bord de la guerre (coécrit avec Saïda Churchill, qu'il met en scène)
- 2009 : L'Ordinateur occidental (Romain Bouteille, 2009-2012)
- 2011 : Tout est bien qui finit bien de William Shakespeare, mise en scène Pierre Beffeyte, Théâtre 14 Jean-Marie Serreau, théâtre La Bruyère
- 2015 : Les Droits des hommes courbes

### Metteur en scène
- 1989 : Y en a pas que des belles de et par Saïda Churchill
- 1996 : J’arrive de et par Saïda Churchill
- 2005 : Sujet : Chomsky de et par Saïda Churchill
- 2010 : Vacances au bord de la guerre de et par Saïda Churchill
- 2014 : L'andouillette de Troyes n'aura pas lieu par Saïda Churchill co-écrit avec Stéphane Élias Pièce sélectionnée pour les Petits Molières 2016.
- 2021 : Le Cadeau des Dieux par Shams Bouteille, co-écrit avec Anastasia Joux, compositions musicales de Shams Bouteille ; distribution : Anastasia Joux, Ilona Bachelier, Shams Bouteille et Adrien Parlant